# مارك هاميلتون (طبيب)
مارك هاميلتون (بالإنجليزية: Mark Hamilton)‏ هو طبيب بريطاني، ولد في 30 أكتوبر 1970 في Bangor, County Down ‏ في المملكة المتحدة.